# Fuga in Egitto (Tiziano)
La Fuga in Egitto è un dipinto a olio su tela (206x336 cm) attribuito a Tiziano, databile al 1509 circa e conservato nell'Ermitage di San Pietroburgo.

## Storia
L'opera proviene dal castello imperiale di Gatčina ,dove era già attribuita a Tiziano. Non inclusa nelle monografie di numerosi specialisti, venne nel tempo riferita anche a Paris Bordon e altri. Dopo il restauro però ha ripreso vigore l'ipotesi dell'autografia tizianesca

## Descrizione e stile
In un dolce paesaggio pastorale, che rivela ancora un forte ascendente di Giorgione, è rappresentata la scena della Fuga in Egitto come descritta nel Vangelo di Matteo (2,13-15). Il ragazzo che porta il mulo avanti è forse san Giovannino, presente nel deserto e incontrante Gesù secondo una tradizione derivata dai vangeli apocrifi.
Il soggetto è trattato con semplicità quotidiana, con la Vergine stanca, a capo chino, il Bambino legato a lei in maniera ordinaria, come tipico tra i contadini, e Giuseppe anziano e affaticato per non essere lasciato indietro. Come vero protagonista appare però lo sterminato paesaggio, dove si aggira una gran quantità di animali selvatici.